# Ługańska Rada Obwodowa

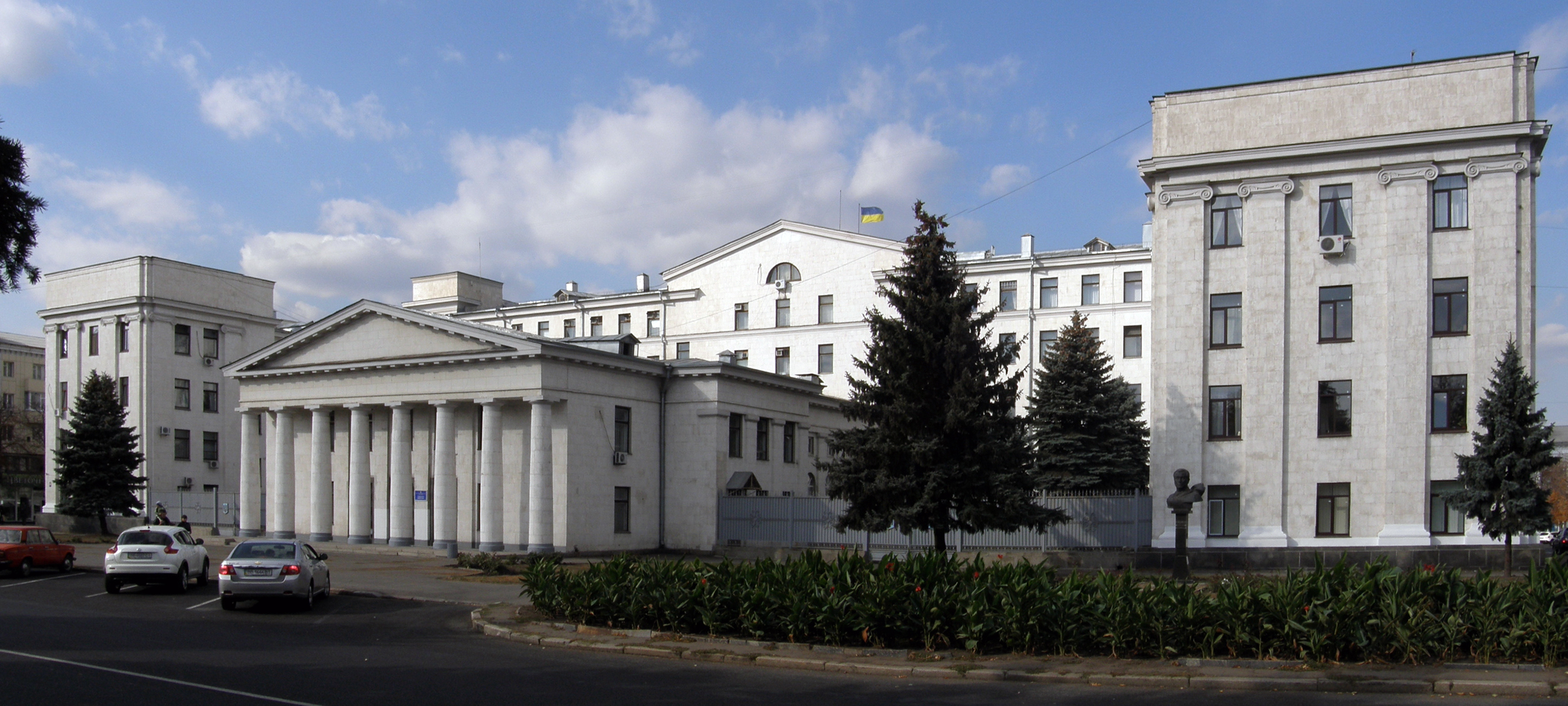
Budynek rady obwodowej

Ługańska Rada Obwodowa (ukr. Луганська обласна рада) – organ obwodowego samorządu terytorialnego w obwodzie ługańskim Ukrainy, reprezentujący interesy mniejszych samorządów – rad rejonowych, miejskich, osiedlowych i wiejskich, w ramach konstytucji Ukrainy oraz udzielonych przez rady upoważnień. Siedziba Rady znajduje się w Ługańsku.
Od 2014 roku rada de facto nie istnieje z powodu funkcjonowania na terenie miasta i części obwodu tzw. Ługańskiej Republiki Ludowej.

## Przewodniczący Rady
- Wałerij Hołenko
- Wołodymyr Prystiuk (od 19 marca 2010)